# Ujong Mesjid Lampanah
Ujong Mesjid Lampanah is een bestuurslaag in het regentschap Aceh Besar van de provincie Atjeh, Indonesië. Ujong Mesjid Lampanah telt 207 inwoners (volkstelling 2010).